# Пам'ятник корабелам і флотоводцям Миколаєва
Пам'ятник корабелам і флотоводцям Миколаєва — архітектурний ансамбль, створений на честь 200-річчя заснування Миколаєва, в центрі міста на перетині Центрального проспекту та вулиці Соборної.
У народі цей пам'ятник відомий як «куля» — тому що в його основі дійсно куля, а точніше — глобус. Загальна композиція нагадує «Тисячоліття Росії» у Новгороді — навколо пам'ятника височіють триметрові фігури флотоводців, робітників-суднобудівників Миколаївських верфей.

## Історія
10 січня 1978 ЦК Компартії України і Рада Міністрів УРСР прийняли постанову про спорудження в Миколаєві обеліска на честь доблесної праці корабелів.
Після проведеного республіканського конкурсу один із чотирьох найкращих варіантів проєкту було розглянуто 4 червня 1981 року колегією Міністерства культури і комітетом Держбуду УРСР, які рекомендували проєкт авторської групи у складі скульпторів Б. М. Лисенко, В. А. Чепелик, архітекторів М. І. Кислого, В. П. Скульського з м. Києва.
Наступні 6 років(1982–1987) про майбутній пам'ятник не було жодної згадки.
21 квітня 1987 року на сторінках газети «Южная правда» з'явився лист від групи однодумців на чолі з депутатом Верховної Ради СРСР П. Борисовим, у якого йшлося про необхідність створення монумента трудової слави корабелів.
Цим питанням зайнялися заступник голови правління Миколаївської обласної організації Українського товариства охорони пам'яток історії та культури В. Олійник та архітектор, член правління цієї ж організації Ю. Новосьолов.
22 вересня 1988 постановою «Про затвердження проєкту пам'ятника корабелам і флотоводцям в м. Миколаєві» Рада Міністрів Української РСР затвердила представлений Міністерством культури УРСР і Держбудом УРСР проєкт пам'ятника і дозволила Миколаївському облвиконкому витрати на його спорудження суму у 473,58 тис. руб.
У червні 1989 р. у Палаці культури і техніки «Чорноморського суднобудівного заводу», а пізніше — в музеї суднобудування і флоту був виставлений на загальний огляд макет пам'ятника.
24 вересня 1989 відбулося урочисте відкриття пам'ятнику на перетині Центрального проспекту та вулиці Соборної.
Пам'ятник обрамляє напис: «корабелам і флотоводцям у відзначенні двовікової праці Миколаївських суднобудівників: 1789—1989 рр.»
У 2019 році фігурі Фалєєва на пам'ятнику повернули модель фрегату, що була вкрадена раніше. На обновці миколаївці можуть пошукати прихований напис «Стоїть над Бугом і далі буде».
- Вид з вулиці Соборної
- Вид з боку Центрального проспекту
- Поштова марка, 2015